# Le Clercq
Joannus Henrikus Willen Le Clercq (1809 — 1885) foi um militar dos Países Baixos.
Esteve no Brasil, em 1844-1845. Deixou um álbum de desenhos de folhas pretas, com 20 aquarelas em que descreve a terra e a gente brasileira a partir de sua aversão diante do diferente.
Nas paisagens, diz a "Brasiliana da Biblioteca Nacional", há sempre o cruzamento de galhos e cipós que indica a impenetrabilidade da selva. Nas figuras de índios, negros, colonos, quando não retratados em situação de trabalho, a deformação previsível as faz estranhas e animalescas.

## Obra
- Nachtverloijt in Brasilie.